# 붉은 요새
붉은 요새는 인도의 델리에 있는 성이다. 현재 유네스코 문화유산으로 등재되어 있다. 델리 북쪽 야무나 강변에 위치한 제7의 도성 샤자하나바드(Shahjahanabad) 동쪽에 서 있는 성채인 레드 포트(Red Fort)는 샤 자한 황제가 1639년에 건설을 시작하였으며 1648년 아그라 성에서부터 이곳으로 천도하였다. 이 성채는 적색사암으로 축조되어 델리 성 레드 포트라 지칭되고 있다.

## 역사

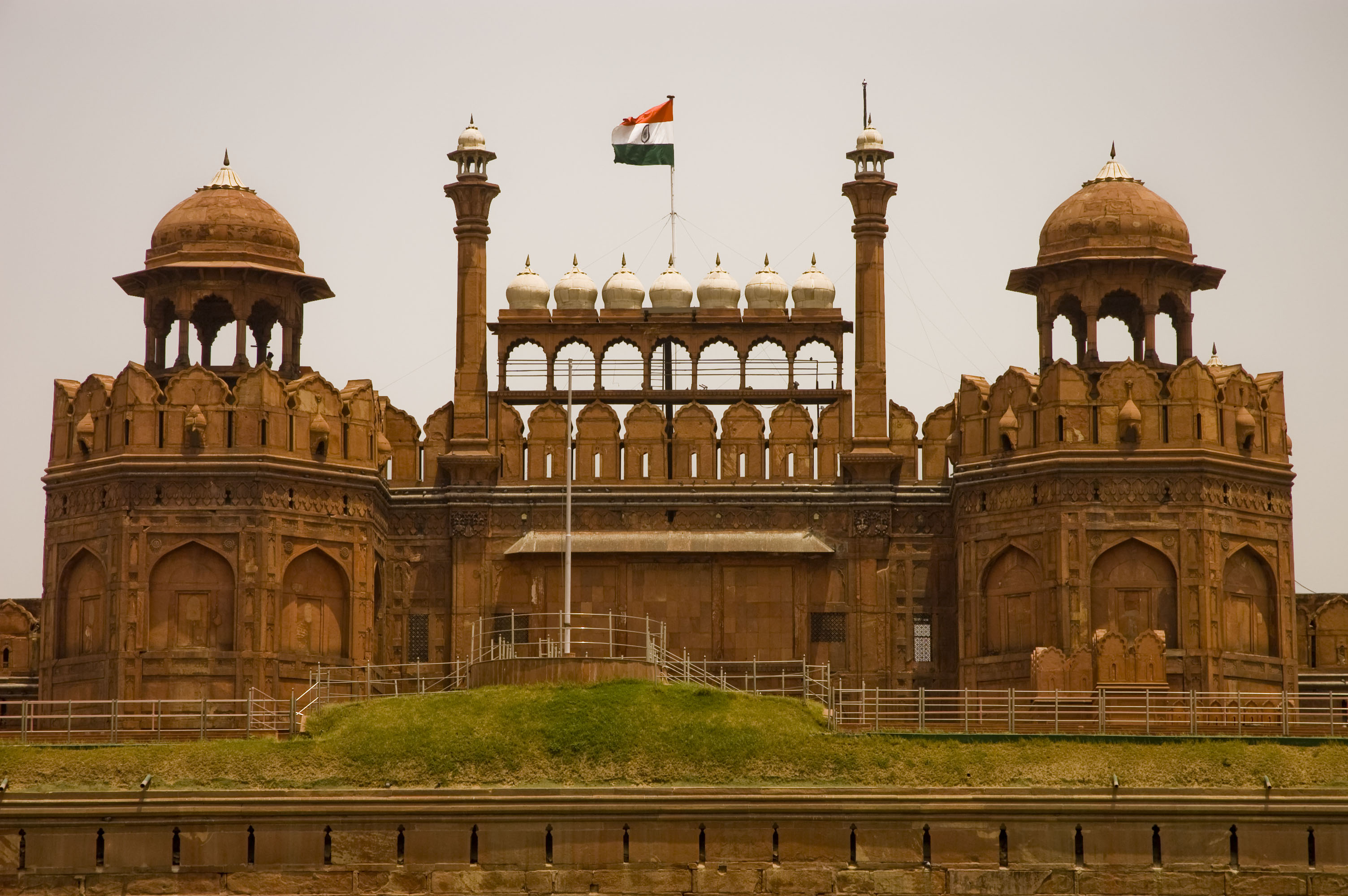
붉은 요새 사진

붉은 성과 성이 위치한 샤자하나바드는 샤 자한 황제가 조성한 것이다. 성의 기본 도안은 기존의 성 양식을 통합하여 보강하도록 설계되었다. 성곽형태의 궁전은 중요한 도시적 면모를 띠며 인도의 중세 시기를 잘 드러내고 있다. 전체적인 면모와 당시 상황을 고려하면 무굴 제국의 활동과 창조성에 대해서도 찾아볼 수 있다.
건물의 일대 변화는 영국 식민 지배하에서의 1차 독립 전쟁 때였다. 독립 이후 구조 변형과 보수에 따라 상당 부분이 교체되었다. 영국 식민 시기 때에는 군의 병영지로 쓰이고 독립 후 2003년까지 인도 군의 속영 하에 있었다.
붉은 성을 짓도록 한 무굴 황제 샤 자한은 아그라 성에서 천도하여 당대의 번영을 뽐내길 원하였다. 그는 천도를 하면서 방대한 건물 계획과 능력을 자축하였다. 시의 동쪽 외곽에 있으며 붉은 성이라는 이름은 성의 거대한 벽이 붉은 빛을 띠고 있어서이다. 전체 벽은 2.5km에 달하며 높이는 차이가 나지만 대개 16~33m이다.
야무나 강변에 서있는 성은 벽의 대부분이 연못으로 둘려 싸여있어 해자 형태를 띤다. 건축은 1638년 시작되었으며 1648년 완공되었다.
1783년 5월 11일, 시크 교도가 성으로 들어오면서 다와니암이 성을 점유하게 되었다. 붉은 성은 전체적으로 계획의 통일성에 충실하여 지어져 있었다. 하지만 18세기 이후 여러 상해를 입게 되었다. 또한 1857년 세포이 항쟁 이후 성이 영국군의 본부로 쓰이면서 5분의 4에 해당하는 전각을 해체하였고 정원도 망가뜨려버렸다. 복구 계획이 1903년 시작되었다.

## 건축
붉은 성의 건축은 장식과 미술적 양식을 고도로 유지하고 있다는 점에서 주목받는다. 미술적으로는 페르시아, 유럽, 인도 미술을 고루 배치하였고 결과적으로는 샤자한 왕 대의 미술 양식을 고도로 표현하는 방식을 낳았다. 색채와 표현법, 형체에 이르기까지 모든 균형을 두루 갖추었다.
때문에 붉은 성은 모든 인도의 건축을 대표할만큼 중요한 건물이다. 시간과 공간을 거슬러 현대에 과거의 시간을 전하는 역할을 하고 있기도 하다. 인도 전체의 번영과 예술적 능력을 상징하기에 1913년에는 성을 보수할 적에 전국민의 시선이 집중되기도 했었다.

## 근대
붉은 성은 델리의 가장 대중적인 관광지이기도 하며 매년 수백만의 관광객이 찾는다. 또한 인도의 초대 총리가 영국으로부터의 독립을 선언한 곳이 이곳이다.
원래는 3,000명 정도의 주민이 요새와 인근 단지에 거주하였으나 1857년 영국의 소유처럼 궁전이 사용되면서 주거 기능이 사라졌다. 1947년 인도가 독립하자 인도군이 성의 소유권을 가져갔다. 2003년 12월 군이 소유권을 인도 관광청에 넘겼다.